# 기축명아미타불비상
기축명아미타불비상(己丑銘阿彌陀佛碑像)은 충청북도 청주시, 국립청주박물관에 있는 통일신라의 불상이다. 1963년 1월 21일 대한민국의 보물 제367호로 지정되었다.

## 개요
기축명아미타불비상(己丑銘阿彌陀佛碑像)은 비암사에 있었던 3점의 비상(碑像) 가운데 하나이다. 배(舟) 모양의 큰 돌에 조각을 하였는데, 앞면에만 조각이 있고 뒷면에는 4줄의 명문(銘文)이 새겨져 있다.
앞면에는 부처와 보살의 모습이 여러번 변하는 듯하여 마치 극락세계의 장면을 돌 위에 새긴 것과 같다. 맨 밑에는 연꽃을 둘러 석상 전체의 대석(臺石)으로 삼고 그 위에 난간과 계단을 놓았다. 그 위에는 물결무늬로 연못을 표현했고, 난간 좌우에는 사자를 서로 마주보게 배치했다. 연못 중앙에 큰 연꽃이 있고, 그 위에 본존인 아미타불이 앉아 있다. 좌우에는 서 있는 자세의 여러 불상이 나열되어 있어 엄격한 좌우대칭 수법을 따르고 있다. 크게 새긴 본존불의 옷은 양 어깨를 감싸고 있으며 오른손은 뚜렷하지 않으나 왼손은 가슴 아래에 들고 있다. 본존 좌우에는 보살상이 있고 그 사이에 열반의 경지에 이른 성자인 나한(羅漢)의 상반신만 표현하였다. 보살상 옆에는 사나운 귀신인 야차상(夜叉像)이 한손을 들어 천궁(天宮)을 받들고 있으며, 그 옆에는 수호신인 인왕상(仁王像)이 있다. 본존 위에는 반원 모양으로 5구의 작은 부처가 새겨졌고, 그 위에는 다시 7구의 작은 부처가 표현되어 있다. 이 불상들 사이에는 나뭇가지와 잎이 표현되었고, 구슬과 장신구가 새겨져 극락의 화려한 모습을 표현하고 있다. 
신라 신문왕 9년(689)에 만들어진 것으로 여겨지며, 삼국시대 불상 요소와 새로 들어온 당나라 요소가 혼합된 통일신라 초기 불상양식의 좋은 예로 본존이 아미타불인 점으로 미루어 당시 신앙의 흐름을 이해하는데도 도움을 주고 있는 작품이다.

## 같이 보기
- 비암사

## 참고 자료
- 기축명아미타불비상 - 국가유산청 국가유산포털